# Bavaria 0.0%
Bavaria 0.0% is een Nederlands alcoholvrij pils van het merk Bavaria.
Het bier wordt gebrouwen sinds 1978 in Lieshout door Bavaria. Bavaria 0.0% is een van de eerste alcoholvrije biertjes die in Nederland werd gebrouwen.